# François Boussi
François Boussi est un homme politique français né le 1er mars 1795 à Thouars (Deux-Sèvres) et mort le 25 septembre 1868 à Bressuire (Deux-Sèvres).

## Biographie
Avocat à Bressuire, il est journaliste sous la Monarchie de Juillet, collaborant à "la tribune". Il est plusieurs fois emprisonné pour des délits de presse. Il est député des Deux-Sèvres de 1848 à 1849, siégeant avec la gauche modérée.

## Sources
- « François Boussi », dans Adolphe Robert et Gaston Cougny, Dictionnaire des parlementaires français, Edgar Bourloton, 1889-1891 [détail de l’édition]